# Синява (Тернопільський район)
Синява́ — село в Україні, у Збаразькій міській громаді Тернопільського району Тернопільської області. Розташоване на річці Гнізна, на північному сході району. До 2020 центр сільради. До 2006 року до Синяви було приєднано село Синягівка.

## Історія
Поблизу села виявлено археологічні пам'ятки 9-8 ст. до Р. Х.
Відоме від 1648 р. Діяли «Просвіта», «Рідна школа», «Сільський господар».
В селі працював цегельний завод (у 2014 році), станом на 2022 рік вже не працюючий.
12 червня 2020 року, відповідно до Розпорядження Кабінету Міністрів України від  № 724-р «Про визначення адміністративних центрів та затвердження територій територіальних громад Тернопільської області», село увійшло до складу Збаразької міської громади.
19 липня 2020 року, в результаті адміністративно-територіальної реформи та ліквідації Збаразького району, село увійшло до складу новоутвореного Тернопільського району.

## Населення

### Мова
Розподіл населення за рідною мовою за даними :
| Мова            | Кількість | Відсоток |
| --------------- | --------- | -------- |
| українська      | 1020      | 99.71%   |
| російська       | 2         | 0.20%    |
| інші/не вказали | 1         | 0.09%    |
| Усього          | 1023      | 100%     |

## Пам'ятки
Є церкви Воздвиження Чесного Хреста (1928, мурована) та Різдва Пресвятої Богородиці (с. Синягівка, 1932, кам'яна).
Споруджено пам'ятники Т. Шевченку, воїнам-односельцям, полеглим у нім.-рад. війні (1966, реставровано 1986).
З 30 травня до 6 липня 2010 р.в селі проходили місії, які бувають раз на 60 років. І на згадку про цю подію в центрі села встановлено Хрест, на місці зруйнованого Костела. Поблизу Синяви старий польський цвинтар.

Пам'ятник Тарасові Шевченку
Пам'ятка монументального мистецтва місцевого значення.
Встановлений 1961 р. Скульптори — В. Бець, В. Голофаєв (Тернопіль).
Погруддя — бетон, постамент — камінь.
Погруддя — 1,2 м, постамент — 2,85 м.

### Скульптура Святої Трійці
Виготовлена із каменю.

### Скульптура Матері Божої
Виготовлена із каменю.

## Соціальна сфера
Працюють ЗОШ 1-2 ступ., клуб, бібліотека, ФАП, відділення зв'язку, ТзОВ «Щедра нива», ТзОВ «Берегиня добра», цегельний завод.
Функціонує два бари, в одному з яких грає жива музика.

## Духовне життя
У селі здавна шанувались духовні традиції. Є церкви Чесного Хреста (1928, мурована) та Різдва Пресвятої Богородиці (с. Синягівка, 1932, кам'яна). Про це свідчать розповіді старожилів про історичні пам'ятки духовності. У селі існувала дерев'яна церква, а також костел.
Костел
1883 р. на кошти власника села Вермбергера збудований костел, 1898 р. перебудований; знищений у 1963 р. за вказівкою радянської влади (камінь використали на будівництво дороги).
Дерев'яна церква 1929 р.

## Відомі люди

### Народилися
- Клавдій Білинський — український громадський та політичний діяч на Буковині, педагог, доктор філософії, гімназійний професор, делегат УНРади ЗУНР.[8]
- Євген Білинський — брат Клавдія Білинського,[8] у нього гостював під час перебування у Збаражі Іван Франко 10 вересня 1911 р.[9]
- Павло Турський (1965—1986) — воїн-«афґанець».
- Степан Ковтунюк (1908—1996) — священник УГКЦ.
- Ярослав Драган (1933 р. н.)--доктор фізико-математичних наук.
- Наталя Черненко (Сергеєва) (1985 р. н.) — актриса Тернопільського обласного академічного українського драматичного театру ім. Т. Г. Шевченка

## Галерея

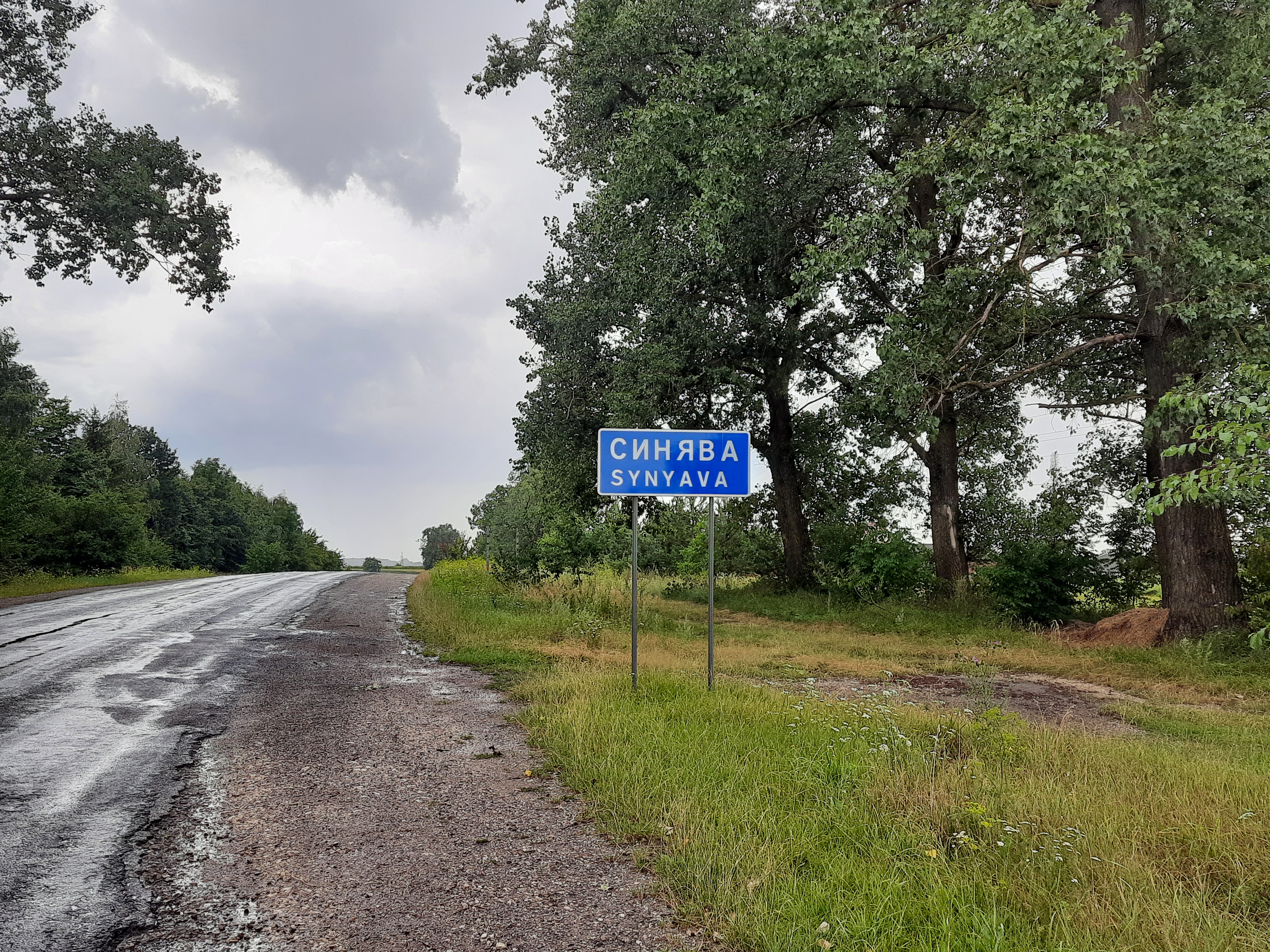
Дорожній знак при в'їзді в село
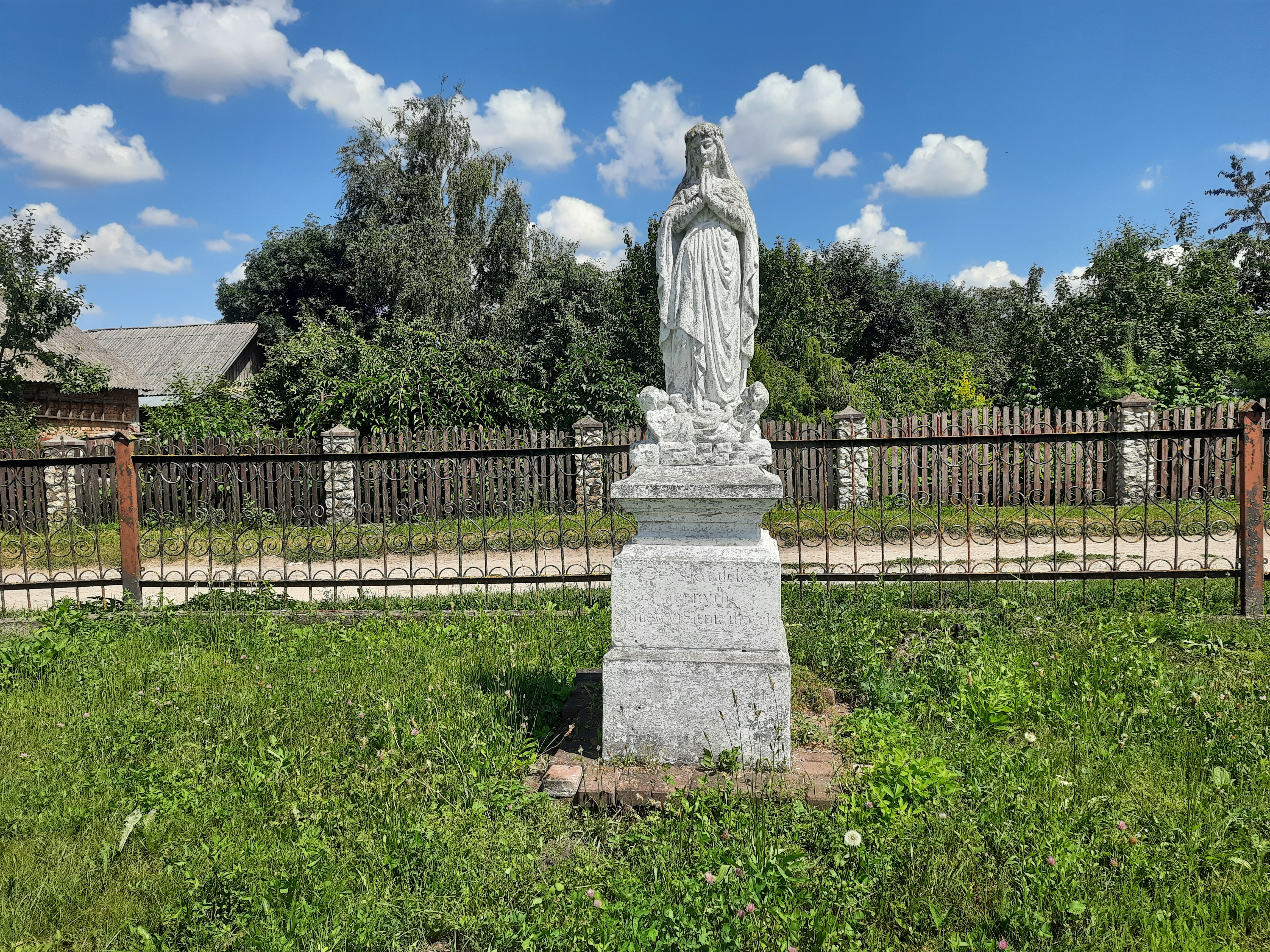
Скульптура Матері Божої
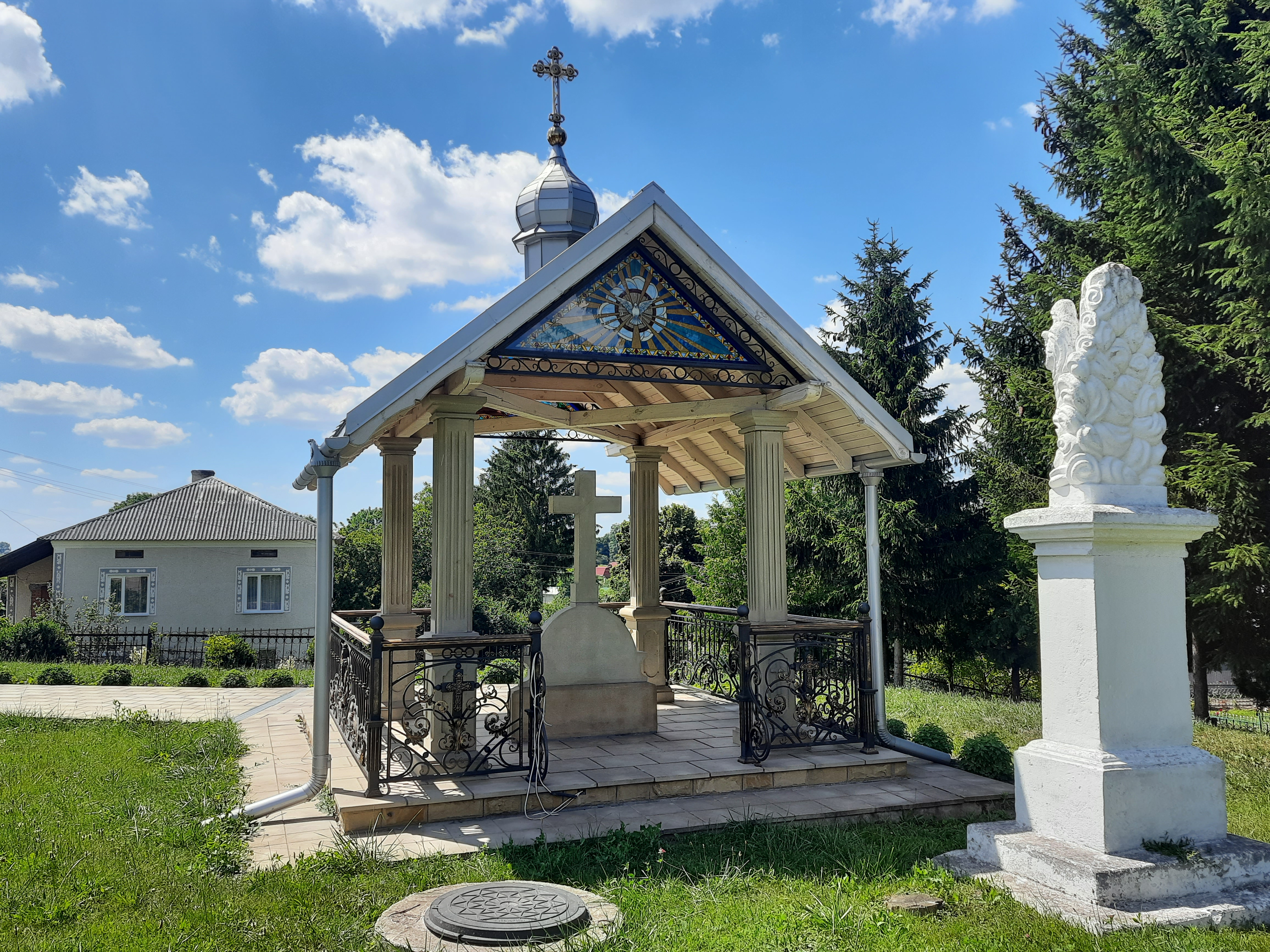
Капличка
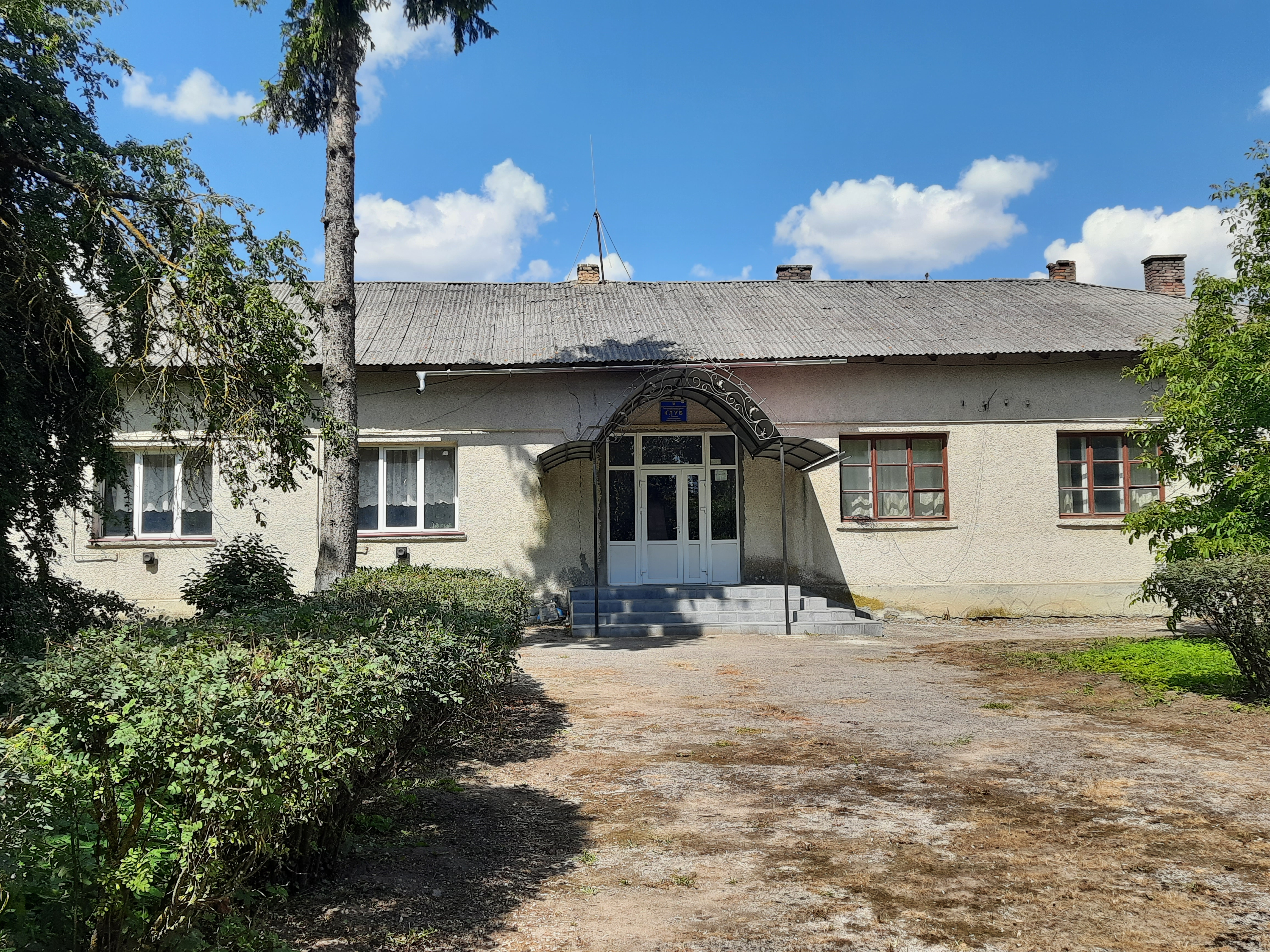
Клуб
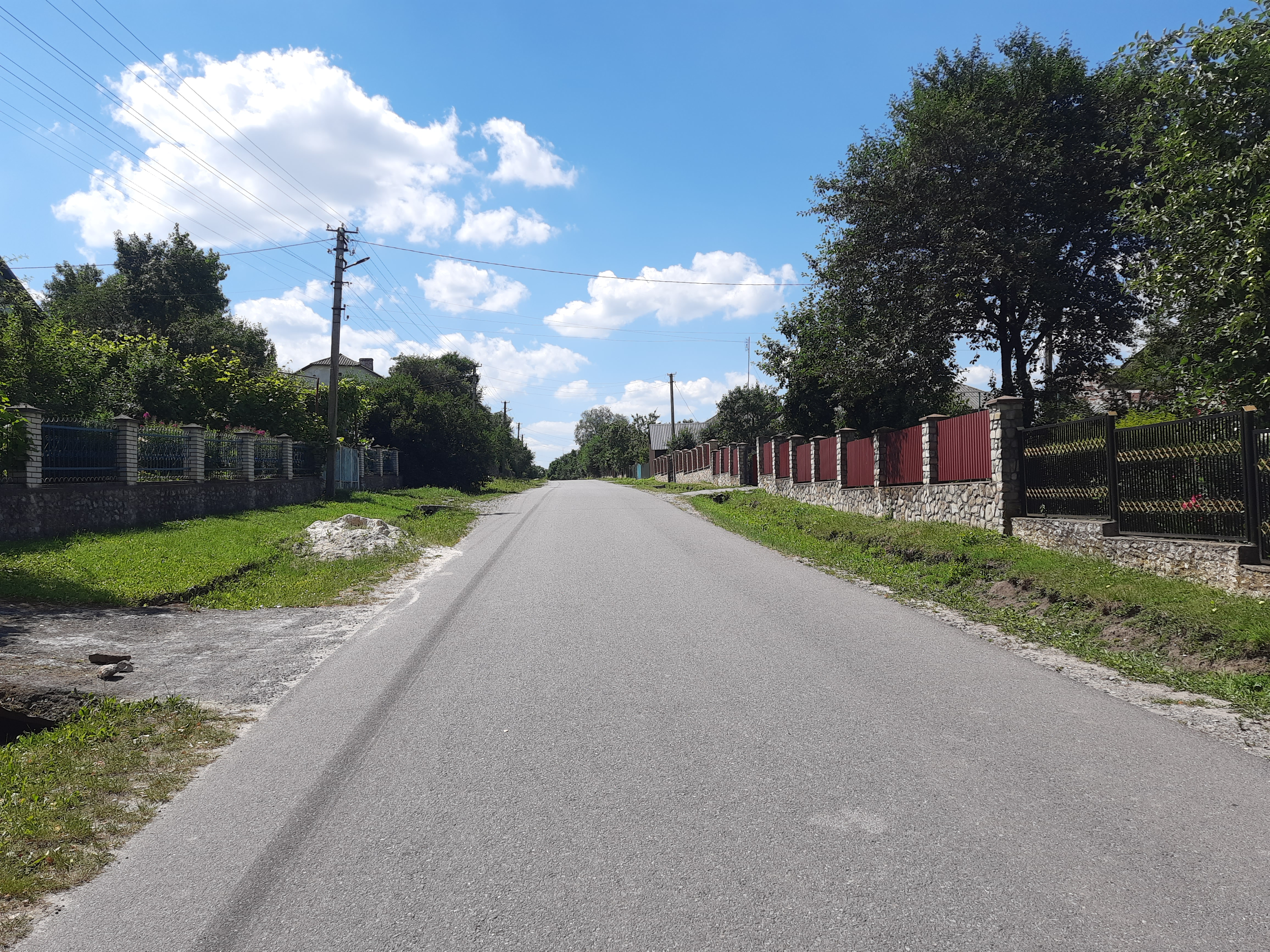
Центральна вулиця
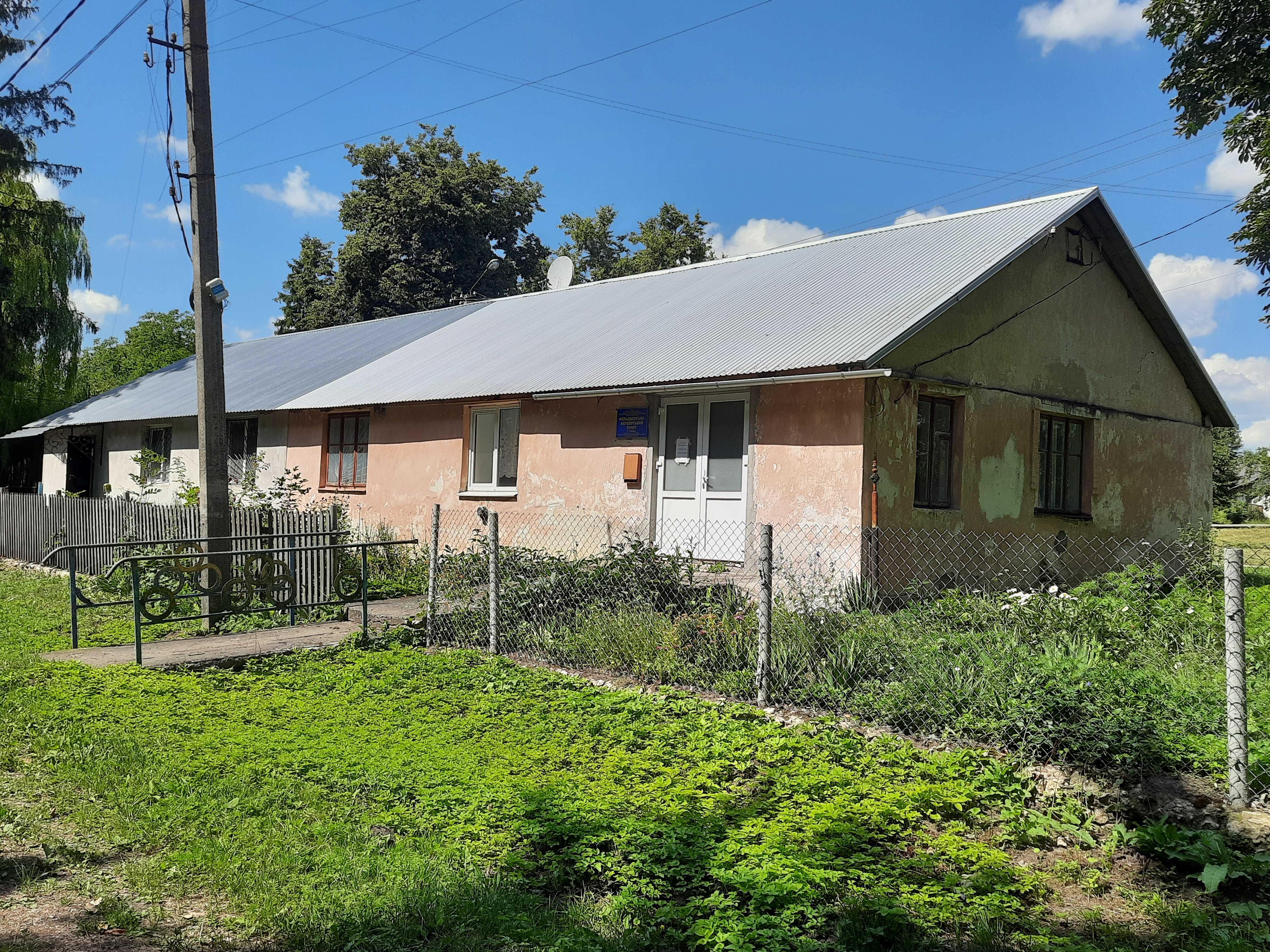
Фельдшерський пункт
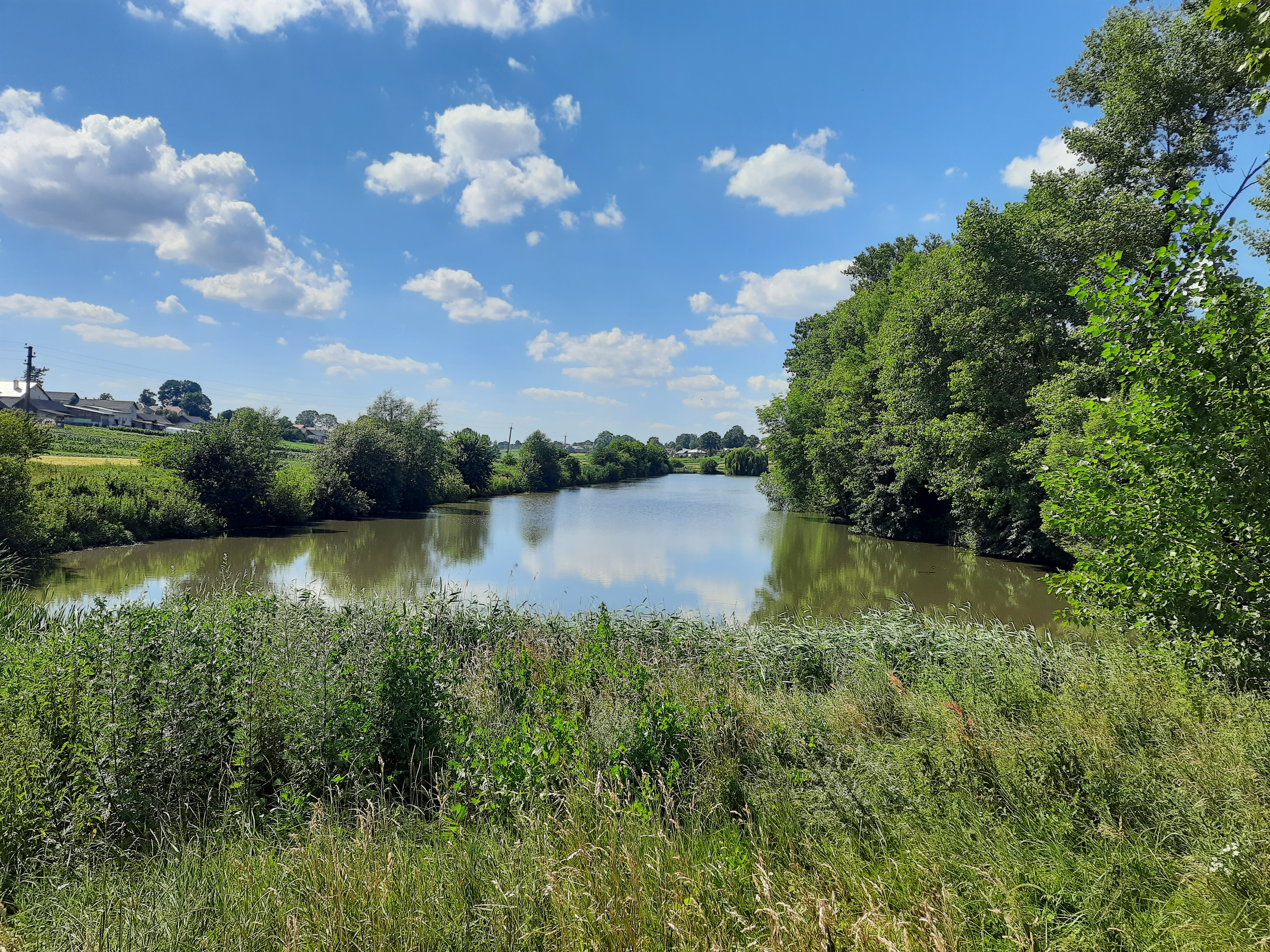
Став біля села